# 영국의 정부 부처
영국 정부는 여느 국가처럼 각 부처와 행정기관들을 조직해 운영하고 있다. 각 부처에서는 공무원들이 부처의 임원으로 소속되어 활동하며, 그 정치적 책임은 장관이 진다. 여기서 중요 부처들은 내각 장관 (Secretary of state, 내각대신)을 두는데 이들은 영국 내각의 일원이 되며, 내각장관 밑으로는 부장관 (minister)들을 다시 두어 보조한다.
일반적인 장관급 부처 외에도 비장관급 부처가 존재한다. 이들 기관은 내각에 소속되어 있지 않고 고위급 공무원이 이끌지만, 각 중앙부처와 연계되어 있다. 또 각 부처들은 정부의 정치적 입장과는 관계없이 정부 정책의 실행에 임해야 한다. 이 때문에 각 부처의 공직자들은 다양한 관점에서의 정치적 공정성과 중립성을 지켜야 하는 경우가 보통이다.

## 유형
영국의 정부부처는 상술했듯 크게 두 가지 유형으로 나뉜다.
먼저 장관급 부처 (Ministerial department)는 장관이 정무적으로 이끄는 부처다. 대부분 내각의 일원이며, 직접적인 정치적 관여가 필요한 사안들을 담당한다. 내각에 참여하는 부처의 장관은 '내각장관' (secretary of state)이라 칭한다. 장관 밑에는 여러 명의 부장관 (ministers)들을 두어 보조하도록 하는 경우가 보통이다. 각 부처의 실무행정은 고위급 공무원이 맡는데 이를 사무차관 (permanent secretary)라 부른다. 각 장관급 부처에는 집행기관 (Executive Agency)들이 소속되어 있다. 집행기관은 운영기능을 행사함에 있어 보다 자율적인 등급에 해당된다 할 수 있다. 집행기관은 다른 집행기관이나 그밖에 특정 부처에게 보고를 올리는 일을 하며, 그 기관은 반대로 해당 집행기관에 예산과 전략정책을 짜는 일을 한다. 상위부처와의 관계에 있어 집행기관보다 더욱 독립적인 수준의 기관으로는 비부처 공공기관 (non-departmental public body, NDPB)이 있는데, 준자치 비정부 기관 (quasi-autonomous non-governmental organisations)이란 용어를 줄여서 '콴고' (Quangos)라고도 칭한다.
그 다음으로 비장관급 부처 (Non-ministerial department)가 있는데 정치적으로 직접 관여할 필요가 없거나 적절치 않다고 여겨지는 업무들을 다루는 경우가 보통이다. 이들 부처는 고위급 공무원이 이끈다. 일부 부처의 경우 규제나 감시 기능을 수행하기 때문에, 정치적 개입으로부터 공정성을 보장하기 위해 비장관급 부처로 설정한 곳도 있다. 한편으로 사무차관이나 제2사무차관이 이끄는 부처도 있다.

## 목록

### 장관급 정부부처
- 법무관실 (Attorney General's Office)[3]
- 내각실 (Cabinet Office)
- 비즈니스·에너지·산업전략부 (Department for Business, Energy and Industrial Strategy)
- 디지털·문화·미디어·스포츠부 (Department for Digital, Culture, Media and Sport)
- 교육부 (Department for Education)
- 환경식품농림부 (Department for Environment, Food and Rural Affairs)
- 국제개발부 (Department for International Development)
- 국제무역부 (Department for International Trade)
- 교통부 (Department for Transport)
- 노동연금부 (Department for Work and Pensions)
- 보건사회복지부 (Department of Health and Social Care)
- 외무·영연방부 (Foreign and Commonwealth Office)
- 재무부 (Her Majesty's Treasury)
- 내무부 (Home Office)
- 국방부 (Ministry of Defence)
- 지위향상·지역사회·지방정부부(Department for Levelling Up, Housing and Communities)
- 법무부 (Ministry of Justice)
- 북아일랜드부 (Northern Ireland Office)
- 스코틀랜드 법무관실 (Office of the Advocate General for Scotland)
- 스코틀랜드부 (Scotland Office)
- 웨일스부 (Wales Office)
- 하원의장실 (Office of the Leader of the House of Commons)
- 상원의장실 (Office of the Leader of the House of Lords)
- 영국 수출신용기구 (UK Export Finance)

### 비장관급 정부부처
- 잉글랜드 웨일스 자선사업위원회 (Charity Commission for England and Wales)
- 경쟁시장청 (Competition and Markets Authority)
- 왕립검찰청 (Crown Prosecution Service)
- 식품표준국 (Food Standards Agency)
- 산림위원회 (Forestry Commission)
- 정부보험계리부 (Government Actuary's Department)
- 정부법무부 (Government Legal Department)
- 토지등기청 (Her Majesty's Land Registry)
- 세입관세청 (Her Majesty's Revenue and Customs)
- 국가범죄국 (National Crime Agency)
- 국가저축투자청 (National Savings and Investments)
- 교육표준·아동사무·기술국 (Office for Standards in Education, Children's Services and Skills)
- 가스전력시장 관리국 (Office of Gas and Electricity Markets)
- 자격시험관리국 (Office of Qualifications and Examinations Regulation)
- 철도도로국 (Office of Rail and Road)
- 토지측량국 (Ordnance Survey)
- 중대비리수사국 (Serious Fraud Office)
- 대법원 (Supreme Court of the United Kingdom)
- 국가기록원 (The National Archives)
- 통계청 (UK Statistics Authority)
- 무역투자청 (UK Trade & Investment)
- 수도관리청 (Water Services Regulation Authority)

## 같이 보기
- 다우닝가 10번지
- 영국의 정치